# قوشچی، شماخی
قوشچی، شماخی (به ترکی آذربایجانی: Quşçu) یک منطقهٔ مسکونی در جمهوری آذربایجان است که در شهرستان شماخی واقع شده‌است. قوشچی ۴٬۰۹۷ نفر جمعیت دارد.